# Getty Images

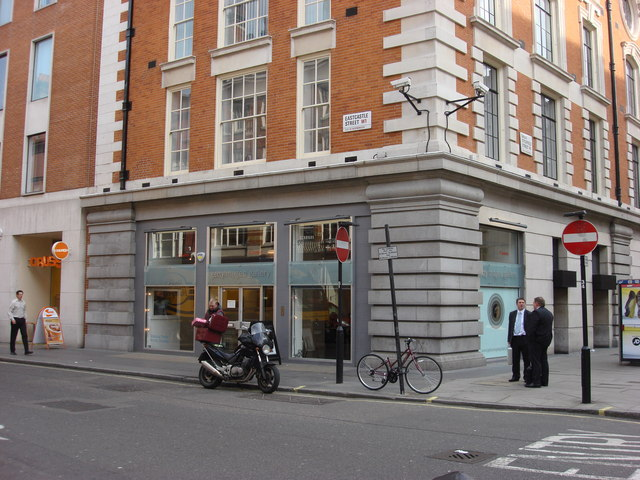
Getty Images Gallery w Londynie

Getty Images, Inc. – amerykańska agencja prowadząca bank zdjęć, ujęć filmowych, wideo i muzyki, której główna siedziba znajduje się w Seattle.
Archiwum agencji zawiera ponad 80 milionów różnych zdjęć, obrazów i ilustracji oraz filmów, zarówno aktualnych, jak i pochodzących ze starych zbiorów oraz archiwów fotograficznych. Dystrybucja odbywa się poprzez przedstawicielstwa na całym świecie oraz internet.